# Johann Paul Schulthesius
Johann Paul Schulthesius est un compositeur, claveciniste, pianiste et pasteur allemand, né à Fechheim le 14 septembre 1748 et décédé à Livourne 18 avril 1816.

## Biographie
Schulthesius aborda la musique avec son père. Il fit ensuite des études de théologie à l’université d’Erlangen tout en travaillant la musique avec l’organiste et compositeur J.B. Kehl qui le familiarisa avec les sonates de Carl Philipp Emanuel Bach.
En 1773, il devint pasteur à Livourne, dans le Temple de la Congrégation hollandaise-allemande où il poursuivit ses études musicales avec Raniero Checchi et fut rapidement réputé comme claviériste et compositeur.
Il composa plusieurs œuvres qui comptent parmi les premiers quatuors à clavier.

## Œuvres

### Musique instrumentale
- Tre sonate, op. 1 (pour clavecin ou pianoforte, accompagnement de violon ad libitum ; éd. Livourne, vers 1780)
- Sonata a solo, op. 2 (pour clavecin ou pianoforte ; éd. Livourne, vers 1781)
- 4 Sonates, op. 2 (pour clavecin ou pianoforte, accompagnement de violon obligé ; éd. Londres, vers 1785)
- 2 Quatuors, op. 3 (pour clavecin ou pianoforte, violon, alto & violoncelle ; éd. Londres, vers 1785)
- 8 Variazioni facili, op. 4 (pour clavecin ou pianoforte, violon, alto & violoncelle ; éd. Livourne, 1787 – œuvre perdue)
- Allegretto & 12 variations, op. 5 (pour clavecin ou pianoforte, violon, alto & violoncelle ; éd. Bâle, vers 1792)
- Allegretto & 12 variations, op. 6 (pour clavecin ou pianoforte ; éd. Bâle, ? – œuvre perdue)
- Andantino grazioso de Mr Pleyel varié, op. 6 (pour clavecin ou pianoforte, violon & violoncelle ; éd. Bâle & Augsbourg, ?)
- Andantino avec 8 variations, op. 8 (pour clavecin ou pianoforte ; éd. Bâle, ?)
- 7 variations, op. 9 (pour pianoforte ; éd. Augsbourg, 1797)
- 12 Nouvelles variations sur l’air de Marlborough, op. 11 (pour clavecin ou pianoforte, violon, alto & violoncelle ; éd. Florence, ? – œuvre perdue)
- Riconciliazione fra due amici..., op. 12 (pour pianoforte ; éd. Augsbourg, 1803)
- Variazioni sentimentali sopra tema originale, op. 15 (pour pianoforte ; éd. Leipzig, vers 1812)
- 10 Variations sur un thème original, op. 16 (pour pianoforte ; éd. Leipzig, vers 1812)
- 9 Variazioni sopra tema originale e rondo, op. 17 (pour pianoforte ; éd. Leipzig, 1814)
- Sonata caratteristica, op. 18 (pour pianoforte ; éd. Leipzig, vers 1816)